# Jack Stephens
Jack Stephens (Torpoint, Anglia, 1994. január 27. –) angol labdarúgó, aki jelenleg a Southampton játékosa, hátvéd.

## Pályafutása

### Plymouth Argyle
Stephens 2005-ben, 11 évesen került a Plymouth Argyle ifiakadémiájára. 2009-ben állandó tagja lett az ificsapatnak, miután jó teljesítményt nyújtott a Milk Cupban, majd hamarosan a tartalékcsapatban is játéklehetőséget kapott. 2010 szeptemberében kezdett el edzeni az első csapat keretével, majd 18-án bekerült a Sheffield Wednesday elleni meccskeretbe. A mérkőzés végén csereként beállva mutatkozott be a Plymouth-ban.

### Southampton
2011. április 5-én leigazolta a Southampton, 150 ezer fontot fizetve érte és hároméves szerződést kötve vele. Eleinte az ifi- és tartalékcsapatban játszott, majd 2012. január 7-én, egy Coventry City elleni FA Kupa-meccsen bemutatkozhatott az első csapatban is. 2012-ben, a Premier League-be való feljutás előtt felkerült a felnőtt kerethez.
2014. március 13-án május 3-ig kölcsönvette a harmadosztályú Swindon Town. 2014. szeptember 1. és 2014 januárja között ismét kölcsönvette a csapat. 2015. július 31-én 2019 nyaráig meghosszabbította szerződését a Southamptonnal, majd rögtön utána kölcsönben a Middlesbrough-hoz igazolt. 2016. február 1-jén a Coventry City a szezon hátralévő részére kölcsönvette.

### A válogatottban
Stephens 2012 márciusában, Lengyelország ellen kapott először behívót az angol U18-as válogatottba. A 3-0-ra megnyert mérkőzésen végigjátszotta az első félidőt. Szeptember 26-án az U19-es csapatban is bemutatkozhatott, egy Észtország elleni Eb-selejtezőn. Két nappal később, Feröer elleni is lehetőséget kapott, majd október 1-jén, Ukrajna ellen is pályára lépett. Az U21-es válogatottban 2015. november 21-én, Bosznia-Hercegovina ellen debütált, ahol a 72. percben piros lapot kapott. Tagja volt annak a csapatnak, mely 2016-ban megnyerte a touloni tornát.